# Waldemar Wojciechowski (artysta)
Waldemar Wojciechowski (ur. w 1958 roku w Gorzowie Wielkopolskim) – polski artysta, malarz, rysownik, twórca instalacji, fotograf. W 1985 uzyskał dyplom z Architektury Wnętrz. Studiował na Państwowej Wyższej Szkole Sztuk Plastycznych (obecnie Uniwersytet Artystyczny w Poznaniu), tamże w 1999 obronił doktorat, a w 2005 uzyskał habilitację. Od 2010 roku profesor nadzwyczajny Akademii Sztuki w Szczecinie. 
Uczestnik w kilkudziesięciu wystawach i prezentacjach w Polsce, Niemczech, Szwecji, Francji, USA, Australii i Japonii.

## Twórczość
Wojciechowski działa na dwóch płaszczyznach. Pierwsza to estetyczne działanie z naturą. Przekształcanie jej oraz znajdowanie rytmu w naturze dla potrzeby własnych kompozycji. Działania te pokazuje na obrazach, na fotografiach, ale też w tworzonych instalacjach. Drugą płaszczyzną będzie intelektualna gra. Chociaż w obrazach natury ta też pojawia się zwłaszcza w tytułach prac, to przede wszystkim artysta wprowadza ją w późniejszych pracach, które są znacznie bliżej rozważań nad znakiem i jego kontekstem. Prace Wojciechowskiego nierzadko charakteryzuje wysublimowane poczucie humoru zawarte w tytule ale i często w koncepcji samej pracy.

### Obrazy natury
Podstawowym impulsem twórczości Wojciechowskiego jest natura. Obrazy tworzą znane kształty, rytm drzew, ziemia zorana bruzdami, geometryczny rysunek bruku, kamienie przykryte śniegiem. Artysta znajduje porządek wprowadzony w pejzaż i przenosi go na płaszczyznę płótna lub fotografii. Estetycznie komponowane urywki rzeczywistości są kadrowane w taki sposób, by nie było widać ich końca. Widz sam wyobraża sobie ich kontynuację lub kres poza przedstawionym kadrem. Przykładami takich obrazów mogą być: tryptyk Próba Wody (1990), Lasek Bulioński (1994), Trzy razy cztery (2005/2006).

### Instalacje
Podobną estetyką co w obrazach z natury artysta stosuje w swoich instalacjach. Tworzy rytmy przypominające wzory z natury. Usypane kręgi z mąki jak fale wody rozchodzą się od filarów w instalacji przy okazji wystawy Obrazy i obrazy w Galerii Entazis (2001). Unoszące się na cienkich stalowych prętach kamienie tworzą dziwną roślinność nad Bałtykiem w pracy ... a inne ziarna upadły na skałę (1993). Drewniane belki układają się w Grzbiet dinozaura (1999).

### Gry znaczeń
Wojciechowski prowadzi nierzadko humorystyczne gry słowne, które zaznaczają wieloznaczność i wielopoziomowość jego przekazów. Tytuł Obrazy i obrazy zaznacza, że prezentowane przez niego prace różnią się mimo stosowania jednego medium. Pozytywny negatyw i negatywny pozytyw (1984) to dwie fotografie przedstawiające czarnego łabędzia na jeziorze oraz jego inwersję, gdzie wszystko jest odwrócone w skali szarości i horyzontalnie. Nie znając pierwszej pracy można pomyśleć, że fotografowany łabędź był biały. Najbardziej znaną pracą Wojciechowskiego jest okrągła Kulka do gry w kości (1984), która nigdy nie pokazuje jednoznacznego wyniku. Instalacja bez tytułu ku czci René Magritta (2006) to monitor przedstawiający kadr znajdujący się przed nim samym. Widz, który stanie w odpowiednim miejscu widzi tył swojej głowy i kawałek ramienia tak jakby sam był bohaterem znanego obrazu. Biały mat (2015) to szachownica i pionki pomalowane na jeden biały kolor. W tej grze nie obowiązują już znane zasady i nie ma w niej zwycięzcy.

## Prezentacje indywidualne
- 2013 - Polen, Polen, über alles, Zona Sztuki Aktualnej, Szczecin
- 2012 - Infection, ArtCube Gallery, Greifswald
- 2007 – Obrazy, Galeria Kameralna BWA, Słupsk
- 2007 – Na początku było logo, Muzeum Krajoznawcze, Sumi (Ukraina)
- 2007 – Na początku było logo, Muzeum Miejskie, Ługiańsk (Ukraina)
- 2007 – Na początku było logo, Muzeum Artystyczne, Charków (Ukraina)
- 2007 – Obiekty i instalacje, Galeria Nowych Mediów, Gorzów Wielkopolski
- 2007 – Obrazy, Muzeum Lubuskie, Gorzów Wielkopolski
- 2006 – Obrazy, obiekty, instalacje, Muzeum Narodowe, Szczecin
- 2005 – Oryginalna kopia, Galeria Amfilada, Szczecin
- 2005 – Lądowisko im. Benedykta XVI, efemeryczne realizacje plenerowe, Gąski
- 2003 – 50 słów, Galeria OFFicyna, Szczecin
- 2002 – Linia horyzontu, praca plenerowa, plener Rybka lubi pływać, Lubieszewo
- 2001 – Obrazy i obrazy, Galeria Entazis, Szczecin
- 2001 – Kontrapunkt, praca towarzysząca XXXVI Ogólnopolskiemu Przeglądowi Teatrów Małych Form Kontrapunkt'01, Szczecin
- 2001 – Bilder 1:1, Galerie Fridrichshein, Berlin
- 2000 – Instalacja bez tytułu w odpowiedzi na film Stefana Themersona i z podziękowaniami dla Józefa Robakowskiego, 52. Frankfurter Buchmesse, Frankfurt
- 2000 – Instalacja, Galeria Entazis, Szczecin
- 2000 – Obrazy 1:1, Galeria Trystero, Szczecin
- 1997 – indywidualna prezentacja – kwartalnik Pogranicza, Galeria PBKS, Szczecin
- 1997 – bez tytułu (wystawa towarzysząca Baltic Ikonopress), Galeria Amfilada, Szczecin
- 1996 – instalacja, Galeria Moje Archiwum, Koszalin
- 1992 – obrazy i instalacje, BWA, Szczecin